# Joaquín Otero Ferrer
Joaquín Otero Ferrer (? - El Pardo, 6 de marzo de 1939)  fue un militar español, coronel del Ejército Popular de la República y miembro de Izquierda Republicana, que luchó a favor del Frente Popular durante la guerra civil española. Fue fusilado por los comunistas en los últimos días del conflicto por su apoyo al golpe de Estado de Segismundo Casado.

## Biografía
El 17 de julio de 1936 era comandante de Ingenieros y de Estado Mayor destinado en el Estado Mayor Central de Madrid, continuando posiblemente en dicho puesto durante los siguientes meses. En noviembre es jefe del Estado Mayor de la 4.ª Brigada Mixta, con la que lucha en la Ciudad Universitaria. 
En enero de 1937, y ya como teniente coronel, es nombrado jefe del Estado Mayor de la Agrupación de Morata, mandada por Eliseo Chorda, y con la que participará en la Batalla del Jarama cubriendo los accesos a Morata de Tajuña y contraatacando hacia el puente de Pindoque. 
Tras la batalla del Jarama pasó a ser jefe del Estado Mayor del II Cuerpo de Ejército (frente de Madrid), puesto en el que permanecerá hasta el 11 de noviembre de 1938, en que pasó al Estado Mayor del Ejército del Centro. Fue uno de los encargados de preparar la Batalla de Brunete. 
A principios de marzo de 1939 fue ascendido a coronel. Favorable al golpe de Estado de Casado, el día 6 de marzo fue apresado, junto a José Pérez Gazzolo y Arnoldo Fernández Urbano, por los comunistas de Ascanio en la posición Jaca, (Parque de El Capricho) y llevado a El Pardo, donde es fusilado. Como represalia por su muerte, Barceló será también fusilado tras el fin de la lucha entre partidarios de la Junta y comunistas.